# Sparkasse Minden-Lübbecke
Die Sparkasse Minden-Lübbecke ist eine öffentlich-rechtliche Sparkasse mit Sitz in der ostwestfälischen Stadt Minden. Ihre Geschäftstätigkeit betrifft das Gebiet des Kreises Minden-Lübbecke ohne die Städte Porta Westfalica, Bad Oeynhausen und Rahden.

## Geschichte
Am 15. Dezember 1826 erfolgte die Gründung der Städtischen Sparkasse und Leihbank in Minden. Diese war von 1865 bis 1898 geschlossen. Die Gründung der Kreisspar- und Darlehenskasse Minden kam dann am 30. Mai 1855 zustande.  
Die Sparkasse Minden-Lübbecke ist das größte Institut im Kreis mit einem Bilanzvolumen von 3,236 Mrd. Euro. Es folgen die kleineren Institute in Bad Oeynhausen-Porta Westfalica (1,531 Mrd. Euro) und in Rahden (562 Millionen Euro). Entstanden ist die jetzige Sparkasse Minden-Lübbecke im Jahr 1980, als die Stadtsparkasse Minden und die Kreissparkasse Minden fusionierten, sowie aus weiteren Sparkassen im Kreisgebiet.

## Organisation
Die Sparkasse Minden-Lübbecke ist eine Anstalt des öffentlichen Rechts und gehört über den Sparkassenverband Westfalen-Lippe (SVWL) dem Deutschen Sparkassen- und Giroverband DSGV e.V., Berlin und Bonn an. Die zuständige Aufsichtsbehörde ist die Bundesanstalt für Finanzdienstleistungsaufsicht in Bonn. Der Träger der Sparkasse ist ein vom Kreis Minden-Lübbecke und den Städten Minden und Petershagen gegründeter Sparkassenzweckverband. Ihren Verwaltungssitz hat sie in Minden. Die Sparkasse hat 29 Geschäftsstellen (davon 9 Selbstbedienungsstandorte) im gesamten Kreisgebiet.

## Sparkassenzweckverband
Der Zweckverband bildet eine Verbandsversammlung. Die Verbandsversammlung besteht aus Vertretern der Mitgliedskommunen, die für die Dauer der Wahlzeit der Kommunalparlamente gewählt werden.
Die Verbandsversammlung entscheidet über die Satzung der Sparkasse und wählt den Vorsitzenden sowie die weiteren Mitglieder des Verwaltungsrates der Sparkasse.

## Organe der Sparkasse
- Der Verwaltungsrat, der Kreditausschuss und der Vorstand sind Organe der Sparkasse Minden-Lübbecke.
- Der Verwaltungsrat der Sparkasse Minden-Lübbecke hat 21 Mitglieder.

## Geschäftsausrichtung und Geschäftserfolg
Die Sparkasse Minden-Lübbecke wies im Geschäftsjahr 2023 eine Bilanzsumme von 3,236 Mrd. Euro aus und verfügte über Kundeneinlagen von 2,55 Mrd. Euro. Gemäß der Sparkassenrangliste 2023 liegt sie nach Bilanzsumme auf Rang 151. Sie unterhält 29 Filialen/Selbstbedienungsstandorte und beschäftigt 532 Mitarbeiter.